# هاتینی
هاتینی (به فرانسوی: Hattigny) یک کمون در فرانسه است که در Canton of Lorquin واقع شده‌است.

## خصوصیات
هاتینی ۱۳٫۱۴ کیلومترمربع مساحت و ۱۸۶ نفر جمعیت دارد.